# Phylloptera arata
Phylloptera arata är en insektsart som beskrevs av Brunner von Wattenwyl 1878. Phylloptera arata ingår i släktet Phylloptera och familjen vårtbitare. Inga underarter finns listade i Catalogue of Life.